# جواز سفر جزر سليمان
جواز سفر جزر سليمان هو وثيقة سفر تصدر من قبل دولة جزر سليمان إلى المواطنين لأغراض السفر الدولي.
اعتبارًا من 2 يوليو 2019 كان لمواطنو جزر سليمان إمكانية الدخول إلى 129 دولة وإقليم بدون تأشيرة أو تأشيرة عند الوصول، مما جعل جواز سفر جزر سليمان يحتل المرتبة 43 من حيث حرية السفر وفقًا مؤشر هينلي لجوازات السفر.
وقعت جزر سليمان اتفاقية متبادلة للإعفاء من التأشيرة مع دول منطقة شنغن في 7 أكتوبر 2016.